# 流星痕
流星痕（りゅうせいこん）は流星が通った跡に残る物質を指す。比較的明るい流星が通った跡などに見られる。
主に流星が発光した際に残した流星物質の大気中における残骸でもある。これらは宇宙塵（うちゅうじん）として地上に降り注ぐが、一般的には大気中の塵を集め、顕微鏡などで観察することにより見分けられる。
流星痕は数秒から数十分にも及んで残存することがある。流星の発光後、残存物質は濃く残っているが、上層大気にかき消され次第に見えなくなる。大きな火球の通った後では残存物質の濃度が濃いため、かき消されるまでに時間がかかるためである。
また、流星痕は時々淡く発光することが知られている。流星の発光物質が残りそれが発光しているためだともいわれる。
主に流星痕を残す流星群として、しし座流星群などが知られている。